# Johanna Langefeld
Johanna Langefeld, née le 5 juin 1900 à Kupferdreh (Essen, Empire allemand) et morte le 26 janvier 1974 à Augsbourg, était une gardienne de camps de concentration qui travailla dans différents camps durant la Seconde Guerre mondiale : Lichtenburg, Ravensbrück et Auschwitz.

## Éléments biographiques
Johanna Langefeld est née le 5 juin 1900 dans une famille luthérienne et nationaliste. Son père est forgeron. En 1924, elle s'établit à Mülheim et épouse Wilhelm Langefeld qui décède en 1926 d'une maladie pulmonaire. En 1928, Johanna Langefeld rencontre un autre homme, ils auront un enfant, elle le quittera peu après et partira s'installer à Düsseldorf où naîtra son fils en août.
Johanna Langefeld l'élève jusqu'à l'âge de 34 ans. Elle commence alors à enseigner l'économie domestique dans un établissement scolaire de la ville de Neuss. À partir de 1935, elle travaille comme gardienne dans un « Institut du travail » à Brauweiler. En fait, il s'agit d'une prison pour femmes prostituées, sans travail et sans domicile fixe appelées « femmes antisociales » et internées à ce titre. Plus tard, elles seront placées en camps de concentration. En 1937, Johanna Langefeld rejoint le parti Nazi.

### Vie dans les camps
En mars 1938, elle postule pour un emploi dans le premier camp de concentration SS pour femmes à Lichtenburg. Après une année, elle devient Oberaufseherin du camp. Elle occupera ce poste jusqu'au transfert de la section à Ravensbrück en mai 1939. 
L’Oberaufseherin était l'adjointe du Schutzhaftlagerführung, le responsable des détentions préventives qui lui-même dépendait directement du commandant du camp. Selon le règlement du camp, l'Oberaufseherin devait consulter le Schutzhaftlagerführer pour toutes les questions relatives aux femmes détenues.
En 1941, Johanna Langefeld prend en charge les selektion durant l'Action 14f13 dont l'objet est l'euthanasie des inaptes au travail.
Mi-mars 1942, Johanna Langefeld prend part à la construction du nouveau camp pour femme à Auschwitz. Là, elle participe aux sélections pour la chambre à gaz.
Rudolf Höß, le commandant du camp d'Auschwitz, s'exprimera par la suite sur sa relation envers Johanna Langefeld en ces termes :
« La responsable en chef de cette période, madame Langefeld, n'était d'aucune manière capable de faire face à la situation, elle refusa ainsi d'accepter toute instruction intimée par le responsable des détentions préventives. Agissant d'initiative, j'ai simplement placé le camp sous la juridiction de ce dernier »[réf. nécessaire].
Durant la visite d'Heinrich Himmler, le 18 juillet 1942, Johanna Langefeld tenta d'obtenir de sa part une annulation de cet ordre. En fait, comme Rudolf Höß l'admettra après-guerre, le Reichsführer SS s'opposa totalement à cet ordre et souhaitait qu'une femme soit nommée à la tête du camp pour femmes[réf. nécessaire].
Le même mois, le camp pour femmes est transféré à Birkenau à trois kilomètres de là. Deux semaines plus tard, elle se blesse au genou et doit être opérée du ménisque au Hohenlychen SS Sanatorium près de Ravensbrück. Durant sa convalescence là-bas, elle va rencontrer Oswald Pohl le chef de l'Office central de l'administration et de l'économie de la SS à Berlin-Lichterfelde et obtient de lui d'être à nouveau nommée à Ravensbrück. Maria Mandel devint alors la nouvelle Oberaufseherin du camp pour femmes d'Auschwitz. Oswald Pohl informa le chef du département D de l'Office central de l'administration et de l'économie, Richard Glücks, pour ordonner que désormais, la charge de « responsable des détentions préventives » dans les camps pour femmes soit confiée aux Oberaufseherinnen.
Margarete Buber-Neumann, qui devint l'assistante de Johanna Langefeld à Ravensbrück, indiqua que celle-ci fut démise de ses fonctions en raison d'une trop grande sympathie envers les détenues polonaises. Elle fut séparée de son fils et écrouée à Breslau où un tribunal SS s'apprêtait à la juger. Le jugement ne vint jamais et sa charge dans ce camp lui fut retirée. Elle s'installa alors à Munich et commença à travailler pour BMW.

### Après la guerre
Le 20 décembre 1945, Johanna Langefeld fut arrêtée par l'U.S. Army et, en septembre 1946, fut extradée vers la Pologne qui préparait un procès pour des membres du personnel d'Auschwitz à Cracovie. Le 23 décembre 1946, Johanna Langefeld s'évada de la prison où elle était retenue captive grâce à l'intervention de Polonais et en raison de son comportement relativement clément dans les camps. Après son évasion, elle se dissimula un temps dans un couvent. Elle travaillait alors pour des particuliers.
Aux environs de 1957, elle rentra illégalement en Allemagne pour vivre auprès de sa sœur à Munich, où elle fut vendeuse. Elle mourut à Augsbourg à l'âge de 73 ans, le 26 janvier 1974.